# Дышленко, Валентин Пантелеевич
Валентин Пантелеевич Дышленко (30 июля 1945) — советский футболист, защитник.
Воспитанник СКИФа, тренер Аркадий Хохман. Начинал карьеру в 1964 году команде класса «Б» «Цементник» Семипалатинск. В 1965 году перешёл в «Кайрат» Алма-Ата, с которым вышел в класс «А», где в 1966—1969 и 1971—1972 годах провёл 136 матчей, забил четыре гола. Завершил карьеру в командах второй лиги «Трактор» Павлодар (1974) и «Шахтёр» Караганда (1975).
В 1991 году — тренер «Олимпии» Алма-Ата во второй низшей лиге.